# Cover 0
Cover 0 ist ein Verteidigungsschema im American Football. Hierbei nimmt jeder Spieler der Secondary einen Spieler der Offense auf einer Skill Position (Wide Receiver, Tight Ends und Runningbacks) in die Manndeckung. Dies sind maximal fünf Spieler in der Offense, was sechs Defense-Spieler ohne zu deckenden Gegenspieler übrig lässt. Diese übernehmen den Pass Rush. Ziel ist es den Quarterback unter Druck zu nehmen und ihm die Zeit zu nehmen einen guten Pass zu werfen. Aufgrund der Anfälligkeit für Big Plays wird Cover 0 meist nur vor der eigenen Endzone gespielt.